# چهره (بابل)
چهره یکی از روستاهای استان مازندران است که در بخش بابل‌کنار شهرستان بابل واقع شده‌است.
امامزاده ابراهیم مهم‌ترین جای دیدنی این روستا به‌شمار می‌رود.